# Birger Pearson
Pour les articles homonymes, voir Pearson.
Birger Albert Pearson, né le 17 septembre 1934 dans le comté de Stanislaus en Californie et mort le 16 avril 2025, est un érudit américain du christianisme ancien et du gnosticisme. Il est professeur émérite d'études religieuses à l'université de Californie à Santa Barbara, professeur et directeur intérimaire du programme d'études religieuses à l'université de Californie à Berkeley. Il a obtenu un doctorat en philosophie avec une thèse sur l'étude du Nouveau Testament et des origines du christianisme de Harvard.
Pearson est un des premiers traducteurs de la bibliothèque de Nag Hammadi. Il participa également à la traduction de 2007 de Marvin Meyer. Dans ses autres écrits, il explore les origines du gnosticisme et du christianisme. Contrairement à d'autres auteurs, il pense que les deux ont émergé de la mystique juive désagrégée par les autorités religieuses de Jérusalem de l'époque, avec une influence du platonisme.